# Gornje Stanovce
Stanoc i Epërm en albanais et Gornje Stanovce en serbe latin (en serbe cyrillique : Горње Становце) est une localité du Kosovo située dans la commune/municipalité de Vushtrri/Vučitrn et dans le district de Mitrovicë/Kosovska Mitrovica. Selon le recensement kosovar de 2011, elle compte 2 501 habitants.

## Démographie

### Évolution historique de la population dans la localité
| 1948 | 1953 | 1961  | 1971  | 1981  | 1991  | 2011  |
| ---- | ---- | ----- | ----- | ----- | ----- | ----- |
| 761  | 891  | 1 131 | 1 456 | 2 153 | 2 499 | 2 501 |

|  |

### Répartition de la population par nationalités (2011)
En 2011, les Albanais représentaient 99,76 % de la population.